# Leo Graetz

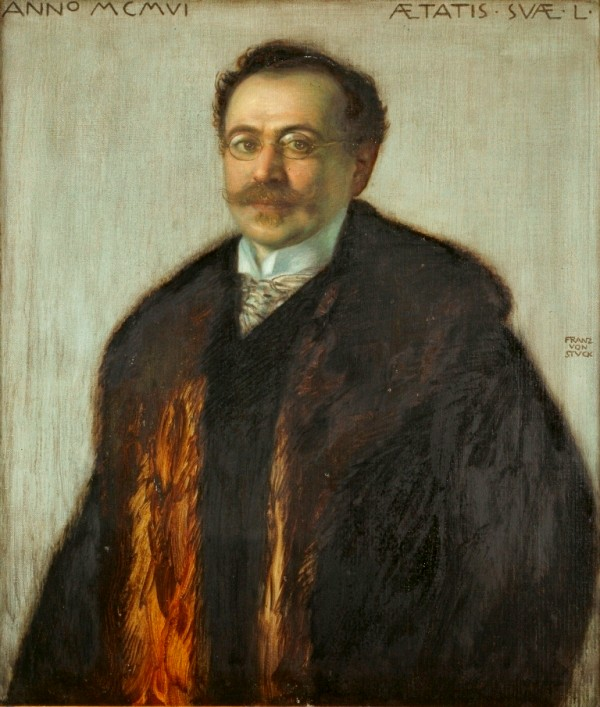
Leo Graetz, geschilderd door Franz von Stuck (1906)

Leo Graetz (Breslau, 26 september 1856 – München, 12 november 1941) was een Duits natuurkundige.
Graetz was de zoon van de joodse historicus Heinrich Graetz. Hij studeerde wis- en natuurkunde in Breslau, Berlijn en Straatsburg. In 1881 werd hij de assistent van professor August Kundt in Straatsburg. Twee jaar later ging hij naar de universiteit van München waar hij in 1908 professor werd en de tweede leerstoel innam naast Wilhelm Röntgen.
Graetz hield zich bezig met onder anders magnetisme, elektriciteit en atoommodellen. In 1880 bevestigde hij de wet van Stefan-Boltzmann. Hij was de eerste die onderzoek deed naar de voortplanting van elektromagnetische straling. Het getal van Graetz, een dimensieloos getal dat de verhouding weergeeft tussen de warmteinhoud en de warmteoverdracht, is naar hem vernoemd alsmede de bruggelijkrichter, uitgevonden door Karol Pollak, waarover hij publiceerde in de Elektronische Zeitung in 1897.

## Werken
- Kurzer Abriß der Elektrizität (1897)
- Die Elektricität und ihre Anwendungen (1903)
- Das Licht und die Farben (1916)
- Die Physik (1917)
- Die Atomtheorie in ihrer neuesten Entwickelung (1918)
- Handbuch der Elektrizität und des Magnetismus (5 delen, 1918, 1921, 1923, 1920, 1928)